# Margareta od Villehardouina
Margareta od Villehardouina (grčki: Μαργαρίτα Βιλλεαρδουίνου; 1266. – 1315.) bila je grčka plemkinja francuskog podrijetla.

## Biografija
Margareta je bila kći kneza Vilima II. od Ahaje i njegove treće supruge, gospe Ane Komnene Duke, preko koje je bila unuka svete Teodore te nećakinja kraljice Helene Anđeline. Margaretina je sestra bila gospa Izabela.
Oko 1276. godine Margareta je od oca dobila dvije trećine Akove. Nakon Vilimove smrti 1278., knezom Ahaje je postao Karlo I. Napuljski jer Vilim nije imao sinova. Margareta je bila pod zaštitom svoje majke sve do Anine smrti 1286.
Margareta je dvaput pokušala preuzeti upravu nad Ahajom, ali legalno ona nije imala pravo na nju jer je njezina sestra imala kćer; Izabela je bila majka kneginje Matilde, supruge Luja Burgundskog. 
U veljači 1314. Margareta je posjetila Siciliju te je svoje naslove prenijela na svoju kćer, gospu Izabelu od Sabrana († 1315.), čiji je otac bio Margaretin muž, Isnard od Sabrana († 1297.). Margareta se vratila u Ahaju, gdje ju je zarobio Nikola le Maure. 
Gospa Margareta je umrla u dvorcu Chlemoutsiju (grč. Χλουμούτσι) 1315. godine.